# Мокра Лука
Мо́кра Лу́ка (словац. Mokrá Lúka) — село, громада в окрузі Ревуца, Банськобистрицький край, Словаччина. Населення — 515 осіб (за оцінкою на 31 грудня 2017 р.).
Вперше згадується в 1427 році.

## Населення
| Рік:            | 1994. | 2004.    | 2014.   | 2024.   |
| --------------- | ----- | -------- | ------- | ------- |
| Кількість осіб: | 458   | 536      | 513     | 545     |
| Різниця:        |       | +17,03 % | -4,29 % | +6,23 % |

| Рік:            | 2023. | 2024.   |
| --------------- | ----- | ------- |
| Кількість осіб: | 557   | 545     |
| Різниця:        |       | -2,15 % |